# Scotopteryx juncta
Scotopteryx juncta là một loài bướm đêm trong họ Geometridae.